# المنصورة (تعز)
المنصورة هي إحدى قرى مديرية الصلو بمحافظة تعز،يبلغ تعداد سكانها 1499 نسمة وفق التعداد السكاني لليمن سنة 2004.